# Barry Gifford

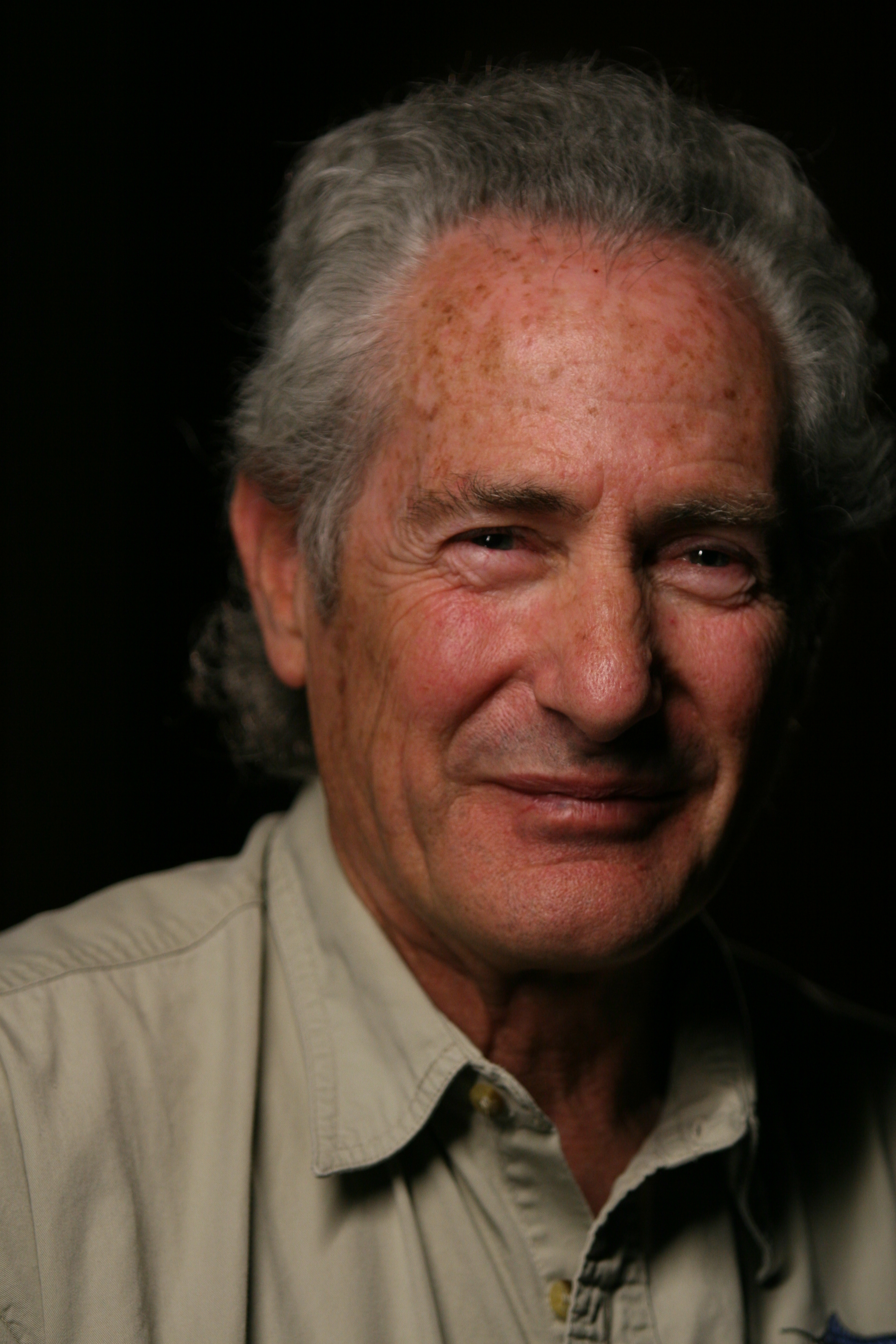
Barry Gifford 2006

Barry Gifford (* 18. Oktober 1946 in Chicago) ist ein US-amerikanischer Schriftsteller und Drehbuchautor. Bekanntheit erlangte er vor allem durch seine Romanreihe Sailor and Lula. Der erste Teil wurde 1990 unter dem Titel Wild at Heart – Die Geschichte von Sailor und Lula von David Lynch verfilmt. Auch der Film Perdita Durango basiert auf dieser Romanserie.

## Leben
Gifford wurde als Sohn eines Juden und einer katholischen Irin in Chicago geboren. Nach dem College ging er zur Air Force Reserves. Gifford entschied sich für eine schriftstellerische Laufbahn, nachdem er einige Zeit mit einer Karriere im Baseball geliebäugelt hatte.
Es folgten zahlreiche Romane, Gedichtbände und Kurzgeschichten aber auch Sach- und Drehbücher.

## Werke

### Prosawerke
- A Boy's Novel (1973)
- Landscape With Traveler: The Pillow Book of Francis Reeves (1980)
- Port Tropique (1980)
- Francis Goes to the Seashore (1982)
- Unfortunate Woman (1983)
- Wild at Heart: The Story of Sailor and Lula (1990) – Part 1 in the Sailor and Lula series (dt. Die Saga von Sailor und Lula. Goldmann, 1991. ISBN 978-3-442-41095-8)
- New Mysteries of Paris (1991)
- Sailor's Holiday: The Wild Life of Sailor and Lula (1991) – Part 2 in the Sailor and Lula series
- 59° and Raining: The Story of Perdita Durango (1992) – Part 3 in the Sailor and Lula series
- Night People (1992)
- A Good Man to Know: A Semi-Documentary Fictional Memoir (1992)
- Arise and Walk (1995)
- Baby Cat-Face (1995) – Sailor and Lula make a brief appearance
- Sultans of Africa – Part 4 in the Sailor and Lula series
- Consuelo's Kiss – Part 5 in the Sailor and Lula series
- The Sinaloa Story (1998)
- Wyoming (2000)
- Bad Day for the Leopard Man – Part 6 in the Sailor and Lula series
- Do the Blind Dream? (2005)
- The Stars Above Veracruz (2006)
- Imagination of the Heart (2007) – Part 7 in the Sailor and Lula series
- Memories from a Sinking Ship (2007)
- Sailor & Lula: The Complete Novels (2010)
- Sad Stories of the Death of Kings (2010)

### Gedichtbände
- The Blood of the Parade (1967)
- Coyote Tantras (1973)
- Persimmons: Poems for Paintings (1976)
- The Boy You Have Always Loved (1976)
- A Quinzaine in Return for a Portrait of Mary Sun (1977)
- Lives of the French Impressionist Painters (1978)
- Horse Hauling Timber out of Hokkaido Forest (1979)
- Beautiful Phantoms: Selected Poems 1968-1980 (1981)
- Giotto's Circle (1987)
- Ghosts No Horse Can Carry: Collected Poems 1967-1987 (1989)
- Flaubert at Key West (1994)
- Replies to Wang Wei
- Imagining Paradise: New and Selected Poems (2012)

### Drehbücher
- 1990: Wild at Heart
- 1993: Hotel Room (Fernsehserie, 2 Episoden)
- 1997: Lost Highway
- 1997: Perdita Durango
- 2002: City of Ghosts